# Alan Bates
Sir Alan Arthur Bates, CBE (* 17. Februar 1934 in Allestree, Derbyshire, England; † 27. Dezember 2003 in London, England) war ein britischer Schauspieler, der als einer der Angry Young Men im britischen Kino und Theater der 1950er- und 1960er-Jahre bekannt wurde. Zu seinen bekanntesten Filmen zählen Alexis Sorbas, Liebende Frauen, Ein Mann wie Hiob und Gosford Park.

## Leben und Karriere

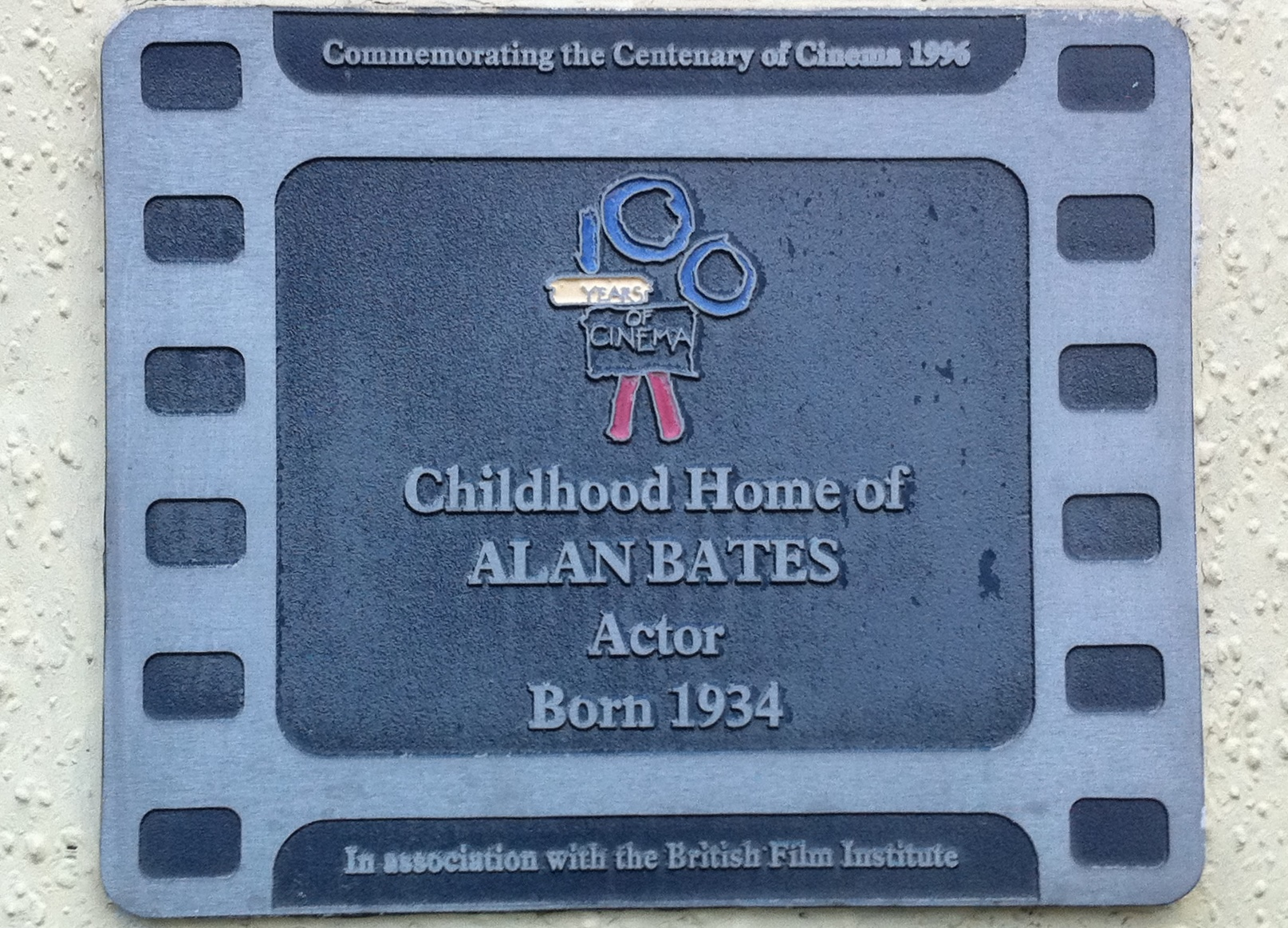
Plakette zu Ehren von Alan Bates an dem Haus in Allestree bei Derby, in dem er aufwuchs

Der Sohn eines Versicherungsmaklers studierte mit einem Stipendium an der Royal Academy of Dramatic Art und begann 1955 seine Bühnenkarriere. Er wurde schon ein Jahr später durch seinen Auftritt in dem Theaterstück Blick zurück im Zorn von John Osborne bekannt, in dem er unter Regie von Tony Richardson in der Originalproduktion die Hauptrolle innehatte. Bates galt in den folgenden Jahren als einer der „Angry Young Men“ im britischen Kino und Theater, oftmals spielte er ungeschliffene und explosive Charaktere einfacher Herkunft. Obwohl er ab den 1960er-Jahren regelmäßig an Film- und Fernsehproduktionen arbeitete, kehrte er auch in späteren Jahren immer wieder zur Bühne zurück. Für seine Darstellung eines alkoholkranken Literaturwissenschaftlers, der mehrere Schicksalsschläge erleidet, in Simon Grays Stück Butley erhielt er zunächst am Londoner West End den Evening Standard Award und später am New Yorker Broadway den Tony Award.
Sein Kinodebüt machte Bates im Jahr 1960 mit einer größeren Nebenrolle in Tony Richardsons Der Komödiant an der Seite von Laurence Olivier. Lee Remick war 1963 seine Partnerin in Der zweite Mann. Eine seiner bekanntesten Rollen wurde die des Erben Basil in dem Filmklassiker Alexis Sorbas (1964) an der Seite von Anthony Quinn. Für Ein Mann wie Hiob wurde er 1969 mit einer Oscar-Nominierung als bester Hauptdarsteller bedacht. Zu seinen weiteren wichtigen Filmen aus den nachfolgenden Jahren zählen die Komödie Georgy Girl sowie die Literaturverfilmungen Die Herrin von Thornhill, Liebende Frauen und Der Mittler. In Tony Richardsons Herrin von Thornhill und Joseph Loseys Der Mittler gab er jeweils in der Rolle eines Landwirts den Filmpartner von Julie Christie. Überhaupt spielte er oft „einfache“ Engländer der Arbeiterklasse oder vom Lande, doch bewies er sich insgesamt als Schauspieler in sehr vielseitigen Rollen.
Bis Mitte der 1970er-Jahre spielte Bates in meist einer Kinoproduktion pro Jahr eine Hauptrolle. Nach einigen Filmflops stand er wieder vermehrt für Fernsehproduktionen vor der Kamera, etwa 1978 als Thomas Hardys Mayor of Casterbridge in der gleichnamigen Miniserie. Neben James Mason und Greta Scacchi spielte er 1985 im Fernsehfilm Dr. Fischer aus Genf, basierend auf Graham Greenes Roman. In Kinofilmen spielte er verschiedene Rollen wie den Claudius in Franco Zeffirellis Hamlet (1990), einen Polizeikommissar in dem Thriller Der teuflische Mr. Frost (1990), den Butler in Robert Altmans Gesellschaftsfilm Gosford Park (2001) und einen Altnazi in dem Hollywood-Thriller Der Anschlag (2002). Bis zu seinem Tod wechselte Bates ständig zwischen Kino, Fernsehen und Theater, wobei er sowohl in modernen als auch in alten Klassikern auftrat.
Bates war mit der britischen Schauspielerin Victoria Ward von 1970 bis zu ihrem Tod 1992 verheiratet. 1971 wurden die Zwillinge Benedick und Tristan geboren. Tristan starb 1990 an einem Asthmaanfall, Benedick arbeitet heute als Schauspieler. Neben seiner Ehe hatte der bisexuelle Bates einige Affären mit Männern und Frauen. Die Premiere seiner letzten Arbeit, der Fernsehproduktion Spartacus aus dem Jahr 2004, erlebte Alan Bates nicht mehr, nachdem er einige Monate zuvor im Alter von 69 Jahren an einer Krebserkrankung gestorben war.
Bates wurde 1996 zum Commander of the Order of the British Empire (CBE) ernannt und 2003 zum Ritter geschlagen (Knight Bachelor). Sein Grab befindet sich auf dem All Saints Churchyard in Bradbourne, Derbyshire.

## Filmografie (Auswahl)
- 1956–1960: ITV Play of the Week (Fernsehserie, vier Folgen)
- 1960: Der Komödiant (The Entertainer)
- 1961: … woher der Wind weht (Alternativtitel: In den Wind gepfiffen) (Whistle Down the Wind)
- 1962: Nur ein Hauch Glückseligkeit (A Kind of Loving)
- 1962: Der zweite Mann (The Running Man)
- 1963: Der Hausmeister (The Caretaker)
- 1964: Das Beste ist grad’ gut genug (Nothing But the Best)
- 1964: Alexis Sorbas (Alexis Zorbas)
- 1966: Herzkönig (Le Roi de cœur)
- 1966: Georgy Girl
- 1967: Die Herrin von Thornhill (Far from the Madding Crowd)
- 1968: Ein Mann wie Hiob (The Fixer)
- 1969: Liebende Frauen (Women in Love)
- 1970: Three Sisters
- 1971: Der Mittler (The Go-Between)
- 1972: A Day in the Life of Joe Egg
- 1973: Story of a Love Story
- 1974: Butley
- 1975: In Celebration
- 1975: Royal Flash
- 1976: The Collection (Fernsehfilm)
- 1978: Eine entheiratete Frau (An Unmarried Woman)
- 1978: Der Todesschrei (The Shout)
- 1978: The Mayor of Casterbridge (Fernseh-Miniserie, sieben Folgen)
- 1979: The Rose
- 1980: Nijinsky
- 1981: Quartett (Quartet)
- 1981: Hände hoch! (Ręce do góry)
- 1981: Auf verbotenen Wegen (The Trespasser, Fernsehfilm)
- 1982: A Voyage Round My Father (Fernsehfilm)
- 1982: Britannia Hospital
- 1983: Die verruchte Lady (The Wicked Lady)
- 1983: Getrennte Tische (Separate Tables, Fernsehfilm)
- 1983: Ein Gentleman in Moskau (An Englishman Abroad, Fernsehfilm)
- 1984: Dr. Fischer aus Genf (Dr. Fischer of Geneva, Fernsehfilm)
- 1986: Duet for One
- 1987: Auf den Schwingen des Todes (A Prayer for the Dying)
- 1988: We Think the World of You
- 1989: Der Preis der Freiheit (Force Majeure)
- 1990: Dr. M
- 1990: Der teuflische Mr. Frost (Mister Frost)
- 1990: Hamlet
- 1991: Secret Friends
- 1991: Shuttlecock
- 1991: 102 Boulevard Haussman (Fernsehfilm)
- 1993: Schweigende Zunge - Die Rache der Geister (Silent Tongue)
- 1994: Hard Times (Fernseh-Miniserie, vier Folgen)
- 1995: Oliver’s Travels (Fernseh-Miniserie, fünf Folgen)
- 1995: The Grotesque
- 1998: Nicholas – Ein Kinderherz lebt weiter (Nicholas’ Gift, Fernsehfilm)
- 1999: The Cherry Orchard
- 2000: Arabian Nights – Abenteuer aus 1001 Nacht (Arabian Nights, Fernsehzweiteiler)
- 2000: Am Anfang (In the Beginning, Fernsehzweiteiler)
- 2000: Der Heilige der grünen Insel (St. Patrick: The Irish Legend, Fernsehfilm)
- 2001: Der Prinz und der Bettelknabe (The Prince and the Pauper, Fernsehfilm)
- 2001: Gosford Park
- 2002: Die Mothman Prophezeiungen (The Mothman Prophecies)
- 2002: Bertie and Elizabeth (Fernsehfilm)
- 2002: Ein Vater kämpft um seine Kinder (Evelyn)
- 2002: Der Anschlag (The Sum of All Fears)
- 2002: Salem Witch Trials (Fernsehfilm)
- 2003: The Statement
- 2003: Hollywood North
- 2004: Spartacus (Fernsehzweiteiler)

## Auszeichnungen
- 1969: Oscar – Nominierung als bester Hauptdarsteller für Ein Mann wie Hiob
- 1973: Tony Award – Bester Hauptdarsteller in einem Theaterstück für Butley
- 2002: Tony Award – Bester Hauptdarsteller in einem Theaterstück für Fortune’s Fool
- 1969: Golden Globe – Nominierung als bester Hauptdarsteller für Ein Mann wie Hiob
- 1968: Golden Globe – Nominierung als bester Hauptdarsteller für Far from the Madding Crowd
- 1967: Golden Globe – Nominierung als bester Hauptdarsteller (Komödie) für Georgy Girl
- 1967: Golden Globe – Nominierung als bester Nachwuchsdarsteller für Georgy Girl
- 2002: BAFTA Award – Nominierung als bester Hauptdarsteller (Fernsehen) für Love in a Cold Climate
- 1993: BAFTA Award – Nominierung als bester Hauptdarsteller (Fernsehen) für Unnatural Pursuits
- 1992: BAFTA Award – Nominierung als bester Nebendarsteller für Hamlet
- 1984: BAFTA Award – Bester Hauptdarsteller für An Englishman Abroad
- 1976: BAFTA Award – Nominierung als bester Hauptdarsteller (Fernsehen) für Play for Today (Folgen Plaintiffs and Defendants und Two Sundays)
- 1970: BAFTA Award – Nominierung als bester Hauptdarsteller für Women in Love
- 1963: BAFTA Award – Nominierung als bester britischer Darsteller für A Kind of Loving